# Бориспольский район
Бори́спольский райо́н (укр. Бори́спільський райо́н) — административная единица в восточной части Киевской области Украины. Административный центр — город Борисполь.

## География
Площадь района — 3873,2 км² (в старых границах до 2020 года — 1485 км²).
Район граничит на севере — с г. Киевом и Броварским районом Киевской области, на западе — с Обуховским районом Киевской области, на юге — с Черкасским и Золотоношским районами Черкасской области, на востоке — с Лубенским районом Полтавской области и Прилукским районом Черниговской области.

## История
Район образован в 1923 году. С 1932 года — в составе Киевской области.
17 июля 2020 года в результате административно-территориальной реформы район был укрупнён, в его состав вошли территории:
- Бориспольского района,
- Переяслав-Хмельницкого района,
- Яготинского района,
- а также городов областного значения Борисполь и Переяслав (Переяслав-Хмельницкий).

## Население
Численность населения района в укрупнённых границах — 203,7 тыс. человек.
Численность населения района в границах до 17 июля 2020 года по состоянию на 1 января 2020 года — 53 619 человек (всё — сельское).

## Административное устройство
Район в укрупнённых границах с 17 июля 2020 года делится на 11 территориальных общин (громад), в том числе 3 городские и 8 сельских общин (в скобках — их административные центры):
- Городские:
  - Бориспольская городская община (город Борисполь),
  - Переяславская городская община (город Переяслав),
  - Яготинская городская община (город Яготин);
- Сельские:
  - Вороньковская сельская община (село Вороньков),
  - Горская сельская община (село Гора),
  - Девичковская сельская община (село Девички),
  - Золочовская сельская община (село Гнедин),
  - Пристоличная сельская община (село Счастливое),
  - Студениковская сельская община (село Студеники),
  - Ташаньская сельская община (село Ташань),
  - Циблинская сельская община (село Цибли).

### История деления района
Количество местных советов (в старых границах района до 17 июля 2020 года):
- сельских — 20

Количество населённых пунктов (в старых границах района до 17 июля 2020 года):
- сёл — 43

Всего — 43 населённых пункта.

## Экономика
В посёлке Пролиски, на восточной окраине Киева, работает Бориспольский автобусный завод. Завод выпускает 1.700 автобусов в год различных модификаций. Завод активно сотрудничает с научно-исследовательским институтом автомобилестроения «Эталон».